# Castell d'Hortal
El Castell d'Hortal és una antiga fortalesa del municipi de Llers (Alt Empordà) actualment molt deteriorada. Està situada a un quilòmetre aproximadament a l'oest del nucli urbà de la vila de Llers, prop del mas de l'Estela, dalt d'un petit planell. És una obra declarada bé cultural d'interès nacional.

## Descripció
Es tracta de les restes conservades del castell d'Hortal, formades per una torre i part de les muralles que l'envoltaven, les quals creaven un recinte de planta més o menys rectangular, adaptat a les irregularitats del terreny. La torre, situada a l'extrem nord-oest del recinte, és de planta circular, amb una alçada conservada d'uns set metres per sis de diàmetre. L'estructura té el coronament força malmès i no presenta cap obertura al parament, al marge dels forats de bastida emprats per aixecar-la. A l'interior tampoc conserva cap de les voltes dels diferents nivells en els que estava distribuïda. La torre està bastida en carreus de pedra de mida petita disposats en filades seguides, i lligats amb morter de calç.
De la muralla s'han conservat diversos trams, tot i que es troben força tapats per l'abundant vegetació de la zona. Destaca un tram d'uns deu metres de llargada per cinc d'alçada. Està bastit en pedra sense treballar o poc desbastada i fragments de maons, lligada amb morter de calç.

## Història
La primera notícia que es conserva d'aquest castell és de l'any 1099, en la qual Dalmau Berenguer de Quermançó va cedir al comte Bernat II de Besalú el castell quod dicitur Ordal com a acció per a resoldre els litigis entre aquests dos comtats. El vescomte Dalmau de Berenguer de Quermançó, senyor del Castell d'Ordal, era també senyor de Peralada, Rocabertí i Quermançó.
El castell va ser pres per Ponç Hug I d'Empúries a Berenguer Renard, fill de Dalmau Berenguer, arran de la invasió d'aquest comte als límits de Besalú. Berenguer Renard, fill de Dalmau Berenguer, també era vescomte de Peralada i parent de Ponç Hug, l'invasor. L'any 1128, però va ser tornat pel comte de Barcelona, que aleshores també era comte de Besalú.
Els documents del segle xiii, queden enregistrats els Hortal com a senyors castlans del castell. Des de principis del segle xiii hi ha notícies de la família de cognom Horta, senyors del castell. Es tenen notícies d'aquest castell des de finals del segle xi i del primer terç del segle xii. Després aquest castell va ser arrabassat pel comte Ponç Hug d'Empúries a Berenguer Renard i posteriorment rrstituït l'any 1128. La torre d'aquest castell es pot datar entre els segles xiii i xiv.